# Jean Baptiste Verlot
Jean Baptiste Verlot ( * 5 de octubre de 1816 - 28 de enero de 1891 ) fue un botánico francés. De padre jardinero, comienza como ayudante jardinero en el Jardin botanique de Dijon, y dos años después se traslada a París en 1835. Se emplea con un horticultor parisino en un primer tiempo, y luego entra como ayudante jardinero en el Jardin des plantes bajo la supervisión de Charles F. Brisseau de Mirbel (1776-1854).

## Algunas publicaciones

### Libros
- 1872. Catalogue raisonné des plantes vasculaires du Dauphiné. Sociedad de Estadística de Ciencias Naturales y de Artes Industriales. Grenoble, Prudhomme.

## Fuente
- Carlet G. 1891. J.-B. Verlot. Xavier Drevet, Grenoble, 8 pp.

- La abreviatura «Verl.» se emplea para indicar a Jean Baptiste Verlot como autoridad en la descripción y clasificación científica de los vegetales.[1]